# Championnats du monde juniors d'escrime
Les Championnats du monde juniors d'escrime sont une compétition annuelle d'escrime organisée par la Fédération internationale d'escrime pour les moins de vingt ans. Ils sont organisés en même temps que la compétition des cadets (moins de 17 ans).

## Histoire
Les premiers championnats sont organisés à Nîmes en 1950. Les épreuves par équipes n'existent que depuis 1998. Les féminines ne participent au fleuret que depuis 1955, à l'épée depuis 1989 et au sabre depuis 1999.
En raison de la pandémie de Covid-19, l'édition 2020 est annulée.

## Champions du monde juniors

### Épée
| Année | Ville-hôte                                           | Individuel hommes                                    | Individuel femmes                                    | Par équipes hommes                                   | Par équipes femmes                                   |
| ----- | ---------------------------------------------------- | ---------------------------------------------------- | ---------------------------------------------------- | ---------------------------------------------------- | ---------------------------------------------------- |
| 1956  | Luxembourg                                           | Alfredo Bulleri (ITA)                                | N/A                                                  | N/A                                                  | N/A                                                  |
| 1957  | Varsovie                                             | Jerzy Wojciechowski (POL)                            | N/A                                                  | N/A                                                  | N/A                                                  |
| 1958  | Bucarest                                             | Valentin Chernikov (URS)                             | N/A                                                  | N/A                                                  | N/A                                                  |
| 1959  | Paris                                                | Bruno Habārovs (URS)                                 | N/A                                                  | N/A                                                  | N/A                                                  |
| 1960  | Léningrad                                            | Adalbert Gurath Jr. (ROU)                            | N/A                                                  | N/A                                                  | N/A                                                  |
| 1961  | Duisbourg                                            | Hans Lagerwall (SWE)                                 | N/A                                                  | N/A                                                  | N/A                                                  |
| 1962  | Le Caire                                             | Jacques Brodin (FRA)                                 | N/A                                                  | N/A                                                  | N/A                                                  |
| 1963  | Gand                                                 | Roland Losert (AUT)                                  | N/A                                                  | N/A                                                  | N/A                                                  |
| 1964  | Budapest                                             | Jacques Brodin (FRA)                                 | N/A                                                  | N/A                                                  | N/A                                                  |
| 1965  | Rotterdam                                            | Jacques Brodin (FRA)                                 | N/A                                                  | N/A                                                  | N/A                                                  |
| 1966  | Vienne                                               | Jacques Brodin (FRA)                                 | N/A                                                  | N/A                                                  | N/A                                                  |
| 1967  | Téhéran                                              | Anton Pongratz (ROU)                                 | N/A                                                  | N/A                                                  | N/A                                                  |
| 1968  | Londres                                              | Igor Samocikin (URS)                                 | N/A                                                  | N/A                                                  | N/A                                                  |
| 1969  | Gênes                                                | Daniel Giger (SUI)                                   | N/A                                                  | N/A                                                  | N/A                                                  |
| 1970  | Minsk                                                | Boris Lukomski (URS)                                 | N/A                                                  | N/A                                                  | N/A                                                  |
| 1971  | South Bend                                           | Așot Karagian (URS)                                  | N/A                                                  | N/A                                                  | N/A                                                  |
| 1972  | Madrid                                               | Guy Evéquoz (SUI)                                    | N/A                                                  | N/A                                                  | N/A                                                  |
| 1973  | Buenos Aires                                         | Gianfranco Mochi (ITA)                               | N/A                                                  | N/A                                                  | N/A                                                  |
| 1974  | Istanbul                                             | Michel Poffet (SUI)                                  | N/A                                                  | N/A                                                  | N/A                                                  |
| 1975  | Mexico                                               | Michel Poffet (SUI)                                  | N/A                                                  | N/A                                                  | N/A                                                  |
| 1976  | Poznań                                               | Michel Poffet (SUI)                                  | N/A                                                  | N/A                                                  | N/A                                                  |
| 1977  | Vienne                                               | Nils Koppang (NOR)                                   | N/A                                                  | N/A                                                  | N/A                                                  |
| 1978  | Madrid                                               | Nils Koppang (NOR)                                   | N/A                                                  | N/A                                                  | N/A                                                  |
| 1979  | South Bend                                           | Igor Kucereavîi (URS)                                | N/A                                                  | N/A                                                  | N/A                                                  |
| 1980  | Venise                                               | Oldřich Kubišta (TCH)                                | N/A                                                  | N/A                                                  | N/A                                                  |
| 1981  | Lausanne                                             | Robert Felisiak (POL)                                | N/A                                                  | N/A                                                  | N/A                                                  |
| 1982  | Buenos Aires                                         | Robert Felisiak (POL)                                | N/A                                                  | N/A                                                  | N/A                                                  |
| 1983  | Budapest                                             | Sandro Resegotti (ITA)                               | N/A                                                  | N/A                                                  | N/A                                                  |
| 1984  | Léningrad                                            | Serhiy Kravchuk (URS)                                | N/A                                                  | N/A                                                  | N/A                                                  |
| 1985  | Arnhem                                               | Hervé Faget (FRA)                                    | N/A                                                  | N/A                                                  | N/A                                                  |
| 1986  | Stuttgart                                            | Sergey Kostarev (URS)                                | N/A                                                  | N/A                                                  | N/A                                                  |
| 1987  | São Paulo                                            | Pavel Kolobkov (URS)                                 | N/A                                                  | N/A                                                  | N/A                                                  |
| 1988  | South Bend                                           | Pavel Kolobkov (URS)                                 | N/A                                                  | N/A                                                  | N/A                                                  |
| 1989  | Athènes                                              | Oleg Skorobogatov (URS)                              | Ildikó Mincza (HUN)                                  | N/A                                                  | N/A                                                  |
| 1990  | Mödling                                              | David Burroni (ITA)                                  | Viktoriya Titova (URS)                               | N/A                                                  | N/A                                                  |
| 1991  | Istanbul                                             | Aleksey Kalashnikov (URS)                            | Oksana Yermakova (URS)                               | N/A                                                  | N/A                                                  |
| 1992  | Gênes                                                | Michael Flegler (GER)                                | Claudia Bokel (GER)                                  | N/A                                                  | N/A                                                  |
| 1993  | Denver                                               | Liu Xing (CHN)                                       | Claudia Bokel (GER)                                  | N/A                                                  | N/A                                                  |
| 1994  | Mexico                                               | Gábor Boczkó (HUN)                                   | Yang Shaoqi (CHN)                                    | N/A                                                  | N/A                                                  |
| 1995  | Paris                                                | Andriy Maliy (UKR)                                   | Kim Hee-jeong (KOR)                                  | N/A                                                  | N/A                                                  |
| 1996  | Tournai                                              | Gábor Boczkó (HUN)                                   | Lee Jeun-nam (KOR)                                   | N/A                                                  | N/A                                                  |
| 1997  | Tenerife                                             | Francesco Martinelli (ITA)                           | Rhena Wolf (GER)                                     | N/A                                                  | N/A                                                  |
| 1998  | Valencia                                             | Dmytro Karyuchenko (UKR)                             | Veronica Rossi (ITA)                                 | Pologne                                              | Hongrie                                              |
| 1999  | Keszthely                                            | Aleksey Selin (RUS)                                  | Lee Jung-eun (KOR)                                   | Pologne                                              | Pologne                                              |
| 2000  | South Bend                                           | Fabrice Jeannet (FRA)                                | Olga Aleksejeva (EST)                                | France                                               | Russie                                               |
| 2001  | Gdańsk                                               | Jens Pfeiffer (GER)                                  | Patricia Osyczka (POL)                               | Italie                                               | France                                               |
| 2002  | Antalya                                              | Ulrich Robeiri (FRA)                                 | Ana Maria Brânză (ROU)                               | France                                               | Russie                                               |
| 2003  | Trapani                                              | Luo Xiaojuan (CHN)                                   | Ren Lei (CHN)                                        | France                                               | Chine                                                |
| 2004  | Plovdiv                                              | Oleh Sokolov (UKR)                                   | Ana Maria Brânză (ROU)                               | Russie                                               | Chine                                                |
| 2005  | Linz                                                 | Rubén Limardo (VEN)                                  | Sophie Lamon (SUI)                                   | Russie                                               | Suisse                                               |
| 2006  | Taebaek                                              | Steffen Launer (GER)                                 | Tiffany Géroudet (SUI)                               | Kazakhstan                                           | Russie                                               |
| 2007  | Belek                                                | Alexandre Blaszyck (FRA)                             | Emma Samuelsson (SWE)                                | Russie                                               | France                                               |
| 2008  | Acireale                                             | Enrico Garozzo (ITA)                                 | Kelley Hurley (USA)                                  | Russie                                               | États-Unis                                           |
| 2009  | Belfast                                              | Anton Adamov (RUS)                                   | Sun Yujie (CHN)                                      | Italie                                               | Russie                                               |
| 2010  | Bakou                                                | Nikita Glazkov (RUS)                                 | Johanna Bergdahl (SWE)                               | Hongrie                                              | Estonie                                              |
| 2011  | Mer Morte                                            | Philip Marsh (GBR)                                   | Violetta Kolobova (RUS)                              | Italie                                               | Chine                                                |
| 2012  | Moscou                                               | Park Sang-young (KOR)                                | Tatyana Gudkova (RUS)                                | Russie                                               | Russie                                               |
| 2013  | Poreč                                                | Sun Dongdong (CHN)                                   | Tatyana Gudkova (RUS)                                | Italie                                               | Russie                                               |
| 2014  | Plovdiv                                              | Masaru Yamada (JPN)                                  | Katrina Lehis (EST)                                  | Hongrie                                              | Russie                                               |
| 2015  | Tachkent                                             | Hippolyte Bouillot (FRA)                             | Coraline Vitalis (FRA)                               | Allemagne                                            | Italie                                               |
| 2016  | Bourges                                              | Georgiy Bruev (RUS)                                  | Alice Clerici (ITA)                                  | Italie                                               | France                                               |
| 2017  | Plovdiv                                              | Egor Guzhiev (RUS)                                   | Aliya Bayram (FRA)                                   | Italie                                               | France                                               |
| 2018  | Vérone                                               | Luidgi Midelton (FRA)                                | Anastasia Soldatova (RUS)                            | Hongrie                                              | Italie                                               |
| 2019  | Toruń                                                | Arthur Philippe (FRA)                                | Federica Isola (ITA)                                 | Hongrie                                              | France                                               |
| 2020  | Édition annulée en raison de la pandémie de Covid-19 | Édition annulée en raison de la pandémie de Covid-19 | Édition annulée en raison de la pandémie de Covid-19 | Édition annulée en raison de la pandémie de Covid-19 | Édition annulée en raison de la pandémie de Covid-19 |
| 2021  | Le Caire                                             | Kendrick Jean Joseph (FRA)                           | Polina Khaertdinova (RUS)                            | Russie                                               | Russie                                               |
| 2022  | Dubaï                                                | Zsombor Keszthelyi (HUN)                             | Hadley Husisian (USA)                                | Égypte                                               | Israël                                               |
| 2023  | Plovdiv                                              | Mohamed Yasseen (EGY)                                | Hadley Husisian (USA)                                | Égypte                                               | Pologne                                              |
| 2024  | Riyad                                                | Alban Aebersold (SUI)                                | Océane Francillonne (FRA)                            | Italie                                               | États-Unis                                           |
| 2025  | Wuxi                                                 | Mahmoud Elsayed (EGY)                                | Julia Yin (CAN)                                      | Italie                                               | Ukraine                                              |

### Fleuret
| Année | Ville-hôte                                           | Individuel hommes                                    | Individuel femmes                                    | Par équipes hommes                                   | Par équipes femmes                                   |
| ----- | ---------------------------------------------------- | ---------------------------------------------------- | ---------------------------------------------------- | ---------------------------------------------------- | ---------------------------------------------------- |
| 1950  | Nice                                                 | Mario Favia (ITA)                                    | N/A                                                  | N/A                                                  | N/A                                                  |
| 1951  | Paris                                                | Mario Favia (ITA)                                    | N/A                                                  | N/A                                                  | N/A                                                  |
| 1952  | Crémone                                              | René Cintrat (FRA)                                   | N/A                                                  | N/A                                                  | N/A                                                  |
| 1953  | Paris                                                | Roger Closset (FRA)                                  | N/A                                                  | N/A                                                  | N/A                                                  |
| 1954  | Paris                                                | Roger Closset (FRA)                                  | N/A                                                  | N/A                                                  | N/A                                                  |
| 1955  | Budapest                                             | József Gyuricza (HUN)                                | Vera Kelemen (HUN)                                   | N/A                                                  | N/A                                                  |
| 1956  | Luxembourg                                           | Mihály Fülöp (HUN)                                   | Ildikó Rejtő (HUN)                                   | N/A                                                  | N/A                                                  |
| 1957  | Varsovie                                             | Mihály Fülöp (HUN)                                   | Ildikó Rejtő (HUN)                                   | N/A                                                  | N/A                                                  |
| 1958  | Bucarest                                             | Jean Link (LUX)                                      | Aleksandra Zabelina (URS)                            | N/A                                                  | N/A                                                  |
| 1959  | Paris                                                | Jean Link (LUX)                                      | Valentina Prudskova (URS)                            | N/A                                                  | N/A                                                  |
| 1960  | Léningrad                                            | László Kamuti (HUN)                                  | Alla Koroleva (URS)                                  | N/A                                                  | N/A                                                  |
| 1961  | Duisbourg                                            | Jean-Claude Magnan (FRA)                             | Catherine Rousselet (FRA)                            | N/A                                                  | N/A                                                  |
| 1962  | Le Caire                                             | Jacky Courtillat (FRA)                               | Karolina Mirzoeva (URS)                              | N/A                                                  | N/A                                                  |
| 1963  | Gand                                                 | Nikolai Andriadze (URS)                              | Ana Ene (ROU)                                        | N/A                                                  | N/A                                                  |
| 1964  | Budapest                                             | Roland Losert (AUT)                                  | Brigitte Gapais (FRA)                                | N/A                                                  | N/A                                                  |
| 1965  | Rotterdam                                            | Roland Losert (AUT)                                  | Ecaterina Iencic (ROU)                               | N/A                                                  | N/A                                                  |
| 1966  | Vienne                                               | Ștefan Ardeleanu (ROU)                               | Kerstin Palm (SWE)                                   | N/A                                                  | N/A                                                  |
| 1967  | Téhéran                                              | Leonid Romanov (URS)                                 | Nadezhda Kondratieva (URS)                           | N/A                                                  | N/A                                                  |
| 1968  | Londres                                              | Jerzy Kaczmarek (POL)                                | Natalia Kozlenko (URS)                               | N/A                                                  | N/A                                                  |
| 1969  | Gênes                                                | Lech Koziejowski (POL)                               | Tatiana Kanurkina (URS)                              | N/A                                                  | N/A                                                  |
| 1970  | Minsk                                                | Harald Hein (FRG)                                    | Valentina Nikonova (URS)                             | N/A                                                  | N/A                                                  |
| 1971  | South Bend                                           | Bruno Boscherie (FRA)                                | Ildikó Tordasi (HUN)                                 | N/A                                                  | N/A                                                  |
| 1972  | Madrid                                               | Arkadiusz Godel (POL)                                | Zoia Filatova (URS)                                  | N/A                                                  | N/A                                                  |
| 1973  | Buenos Aires                                         | Frédéric Pietruszka (FRA)                            | Valentina Burocikina (URS)                           | N/A                                                  | N/A                                                  |
| 1974  | Istanbul                                             | Petru Kuki (ROU)                                     | Valentina Sidorova (URS)                             | N/A                                                  | N/A                                                  |
| 1975  | Mexico                                               | Petru Kuki (ROU)                                     | Véronique Trinquet (FRA)                             | N/A                                                  | N/A                                                  |
| 1976  | Poznań                                               | Rob Bruniges (GBR)                                   | Irina Dolguih (URS)                                  | N/A                                                  | N/A                                                  |
| 1977  | Vienne                                               | Vladimir Lapitsky (URS)                              | Christine Fekete (HUN)                               | N/A                                                  | N/A                                                  |
| 1978  | Madrid                                               | Mauro Numa (ITA)                                     | Brigitte Latrille (FRA)                              | N/A                                                  | N/A                                                  |
| 1979  | South Bend                                           | Andrea Borella (ITA)                                 | Anna Sparaciari (ITA)                                | N/A                                                  | N/A                                                  |
| 1980  | Venise                                               | Federico Cervi (ITA)                                 | Isabelle Bégard (FRA)                                | N/A                                                  | N/A                                                  |
| 1981  | Lausanne                                             | Mauro Numa (ITA)                                     | Marina Soboleva (URS)                                | N/A                                                  | N/A                                                  |
| 1982  | Buenos Aires                                         | Andrea Cipressa (ITA)                                | Laurence Modaine (FRA)                               | N/A                                                  | N/A                                                  |
| 1983  | Budapest                                             | Luca Vitalesta (ITA)                                 | Dorina Vaccaroni (ITA)                               | N/A                                                  | N/A                                                  |
| 1984  | Léningrad                                            | Stefano Cerioni (ITA)                                | Margherita Zalaffi (ITA)                             | N/A                                                  | N/A                                                  |
| 1985  | Arnhem                                               | Zsolt Érsek (HUN)                                    | Anja Fichtel (GER)                                   | N/A                                                  | N/A                                                  |
| 1986  | Stuttgart                                            | Thorsten Weidner (GER)                               | Reka Szabo (ROU)                                     | N/A                                                  | N/A                                                  |
| 1987  | São Paulo                                            | Dmitriy Shevchenko (URS)                             | Francesca Bortolozzi (ITA)                           | N/A                                                  | N/A                                                  |
| 1988  | South Bend                                           | Alexander Koch (GER)                                 | Anja Fichtel (GER)                                   | N/A                                                  | N/A                                                  |
| 1989  | Athènes                                              | Ye Chong (CHN)                                       | Giovanna Trillini (ITA)                              | N/A                                                  | N/A                                                  |
| 1990  | Mödling                                              | Olivier Lambert (FRA)                                | Nicoletta Hein (GER)                                 | N/A                                                  | N/A                                                  |
| 1991  | Istanbul                                             | Luca Donzelli (ITA)                                  | Aida Mohamed (HUN)                                   | N/A                                                  | N/A                                                  |
| 1992  | Gênes                                                | Matteo Cazzani (ITA)                                 | Aida Mohamed (HUN)                                   | N/A                                                  | N/A                                                  |
| 1993  | Denver                                               | Jean-Eric Rauhaus (GER)                              | Valentina Vezzali (ITA)                              | N/A                                                  | N/A                                                  |
| 1994  | Mexico                                               | Matteo Zennaro (ITA)                                 | Valentina Vezzali (ITA)                              | N/A                                                  | N/A                                                  |
| 1995  | Paris                                                | Salvatore Sanzo (ITA)                                | Rita König (GER)                                     | N/A                                                  | N/A                                                  |
| 1996  | Tournai                                              | Christian Schlechtweg (GER)                          | Aida Mohamed (HUN)                                   | N/A                                                  | N/A                                                  |
| 1997  | Tenerife                                             | Lorenzo Mammi (ITA)                                  | Anna Rybicka (POL)                                   | N/A                                                  | N/A                                                  |
| 1998  | Valencia                                             | Tomer Or (ISR)                                       | Ilaria Salvatori (ITA)                               | Allemagne                                            | Pologne                                              |
| 1999  | Keszthely                                            | David Hausmann (GER)                                 | Magdalena Mroczkiewicz (POL)                         | Allemagne                                            | Pologne                                              |
| 2000  | South Bend                                           | André Weßels (GER)                                   | Iris Zimmermann (USA)                                | France                                               | Pologne                                              |
| 2001  | Gdańsk                                               | André Weßels (GER)                                   | Małgorzata Wojtkowiak (POL)                          | Allemagne                                            | Pologne                                              |
| 2002  | Antalya                                              | Terence Joubert (FRA)                                | Carolin Neckermann (GER)                             | France                                               | Russie                                               |
| 2003  | Trapani                                              | Renal Ganeyev (RUS)                                  | Claudia Pigliapoco (ITA)                             | Italie                                               | Italie                                               |
| 2004  | Plovdiv                                              | Zhu Jun (CHN)                                        | Virginie Ujlaky (FRA)                                | Chine                                                | Russie                                               |
| 2005  | Linz                                                 | Benjamin Kleibrink (GER)                             | Emily Cross (USA)                                    | Russie                                               | Russie                                               |
| 2006  | Taebaek                                              | Valerio Aspromonte (ITA)                             | Emily Cross (USA)                                    | Italie                                               | Italie                                               |
| 2007  | Belek                                                | Martino Minuto (ITA)                                 | Sandra Bingenheimer (GER)                            | Italie                                               | Russie                                               |
| 2008  | Acireale                                             | Suguru Awaji (JPN)                                   | Inna Deriglazova (RUS)                               | États-Unis                                           | Pologne                                              |
| 2009  | Belfast                                              | Tommaso Lari (ITA)                                   | Ekaterina Kazhikina (RUS)                            | Italie                                               | États-Unis                                           |
| 2010  | Bakou                                                | Alaaeldin Abouelkassem (EGY)                         | Inna Deriglazova (RUS)                               | États-Unis                                           | Russie                                               |
| 2011  | Mer Morte                                            | Edoardo Luperi (ITA)                                 | Nzingha Prescod (USA)                                | États-Unis                                           | Italie                                               |
| 2012  | Moscou                                               | Timur Safin (RUS)                                    | Alice Volpi (ITA)                                    | États-Unis                                           | Italie                                               |
| 2013  | Poreč                                                | Alexander Massialas (USA)                            | Camilla Mancini (ITA)                                | Italie                                               | Italie                                               |
| 2014  | Plovdiv                                              | Chen Haiwei (CHN)                                    | Lee Kiefer (USA)                                     | Chine                                                | États-Unis                                           |
| 2015  | Tachkent                                             | Damiano Rosatelli (ITA)                              | Sara Taffel (USA)                                    | Italie                                               | Italie                                               |
| 2016  | Bourges                                              | Takahiro Shikine (JPN)                               | Sabrina Massialas (USA)                              | Japon                                                | Pologne                                              |
| 2017  | Plovdiv                                              | Cheung Ka Long (HKG)                                 | Komaki Kikuchi (JPN)                                 | États-Unis                                           | Pologne                                              |
| 2018  | Vérone                                               | Nick Itkin (USA)                                     | Yuka Ueno (JPN)                                      | Russie                                               | États-Unis                                           |
| 2019  | Toruń                                                | Kirill Borodachev (RUS)                              | Lauren Scruggs (USA)                                 | Russie                                               | Russie                                               |
| 2020  | Édition annulée en raison de la pandémie de Covid-19 | Édition annulée en raison de la pandémie de Covid-19 | Édition annulée en raison de la pandémie de Covid-19 | Édition annulée en raison de la pandémie de Covid-19 | Édition annulée en raison de la pandémie de Covid-19 |
| 2021  | Le Caire                                             | Zakhar Kozlov (RUS)                                  | May Tieu (USA)                                       | Russie                                               | Russie                                               |
| 2022  | Dubaï                                                | Kazuki Iimura (JPN)                                  | Lauren Scruggs (USA)                                 | Italie                                               | États-Unis                                           |
| 2023  | Plovdiv                                              | Damiano Di Veroli (ITA)                              | Zander Rhodes (USA)                                  | États-Unis                                           | États-Unis                                           |
| 2024  | Riyad                                                | Ryōsuke Fukuda (JPN)                                 | Jessica Guo (CAN)                                    | États-Unis                                           | Italie                                               |
| 2025  | Wuxi                                                 | Abdelrahman Tolba (EGY)                              | Jaelyn Liu (USA)                                     | Italie                                               | États-Unis                                           |

### Sabre
| Année | Ville-hôte                                           | Individuel hommes                                    | Individuel femmes                                    | Par équipes hommes                                   | Par équipes femmes                                   |
| ----- | ---------------------------------------------------- | ---------------------------------------------------- | ---------------------------------------------------- | ---------------------------------------------------- | ---------------------------------------------------- |
| 1982  | Buenos Aires                                         | Aleksandr Vinnik (URS)                               | N/A                                                  | N/A                                                  | N/A                                                  |
| 1983  | Budapest                                             | Marco Marin (ITA)                                    | N/A                                                  | N/A                                                  | N/A                                                  |
| 1984  | Léningrad                                            | Mikhail Karelov (URS)                                | N/A                                                  | N/A                                                  | N/A                                                  |
| 1985  | Arnhem                                               | Janusz Olech (POL)                                   | N/A                                                  | N/A                                                  | N/A                                                  |
| 1986  | Stuttgart                                            | Aleksandr Panteleev (URS)                            | N/A                                                  | N/A                                                  | N/A                                                  |
| 1987  | São Paulo                                            | Tonhi Terenzi (ITA)                                  | N/A                                                  | N/A                                                  | N/A                                                  |
| 1988  | South Bend                                           | Vladimir Prokin (URS)                                | N/A                                                  | N/A                                                  | N/A                                                  |
| 1989  | Athènes                                              | Vadym Gutzeit (URS)                                  | N/A                                                  | N/A                                                  | N/A                                                  |
| 1990  | Mödling                                              | Vadym Gutzeit (URS)                                  | N/A                                                  | N/A                                                  | N/A                                                  |
| 1991  | Istanbul                                             | György Boros (HUN)                                   | N/A                                                  | N/A                                                  | N/A                                                  |
| 1992  | Genoa                                                | Balázs Kovács (HUN)                                  | N/A                                                  | N/A                                                  | N/A                                                  |
| 1993  | Mexico                                               | Stanislav Pozdniakov (RUS)                           | N/A                                                  | N/A                                                  | N/A                                                  |
| 1994  | Mexico                                               | Sergey Sharikov (RUS)                                | N/A                                                  | N/A                                                  | N/A                                                  |
| 1995  | Paris                                                | Damien Touya (FRA)                                   | N/A                                                  | N/A                                                  | N/A                                                  |
| 1996  | Tournai                                              | Zsolt Nemcsik (HUN)                                  | N/A                                                  | N/A                                                  | N/A                                                  |
| 1997  | Tenerife                                             | Aleksey Frosin (RUS)                                 | N/A                                                  | N/A                                                  | N/A                                                  |
| 1998  | Valencia                                             | Christian Kraus (GER)                                | N/A                                                  | Allemagne                                            | N/A                                                  |
| 1999  | (H) Keszthely (F) Dijon                              | Wiradech Kothny (GER)                                | Anne-Lise Touya (FRA)                                | France                                               | Venezuela                                            |
| 2000  | South Bend                                           | Dennis Bauer (GER)                                   | Anne-Lise Touya (FRA)                                | Allemagne                                            | Italie                                               |
| 2001  | Gdańsk                                               | Tamás Decsi (HUN)                                    | Mariel Zagunis (USA)                                 | États-Unis                                           | États-Unis                                           |
| 2002  | Antalya                                              | Aleksey Yakimenko (RUS)                              | Bao Yingying (CHN)                                   | Chine                                                | Russie                                               |
| 2003  | Trapani                                              | Aleksey Yakimenko (RUS)                              | Sada Jacobson (USA)                                  | Corée du Sud                                         | Russie                                               |
| 2004  | Plovdiv                                              | Balázs Lontay (HUN)                                  | Sada Jacobson (USA)                                  | Hongrie                                              | États-Unis                                           |
| 2005  | Linz                                                 | Nicolas Limbach (GER)                                | Mariel Zagunis (USA)                                 | Allemagne                                            | États-Unis                                           |
| 2006  | Taebaek                                              | Dmytro Boyko (UKR)                                   | Rebecca Ward (USA)                                   | Russie                                               | États-Unis                                           |
| 2007  | Belek                                                | Benedikt Beisheim (GER)                              | Olha Kharlan (UKR)                                   | Ukraine                                              | Ukraine                                              |
| 2008  | Acireale                                             | Gu Bon-gil (KOR)                                     | Olha Kharlan (UKR)                                   | Hongrie                                              | Ukraine                                              |
| 2009  | Belfast                                              | Max Hartung (GER)                                    | Olha Kharlan (UKR)                                   | Hongrie                                              | Ukraine                                              |
| 2010  | Bakou                                                | Nikolász Iliász (HUN)                                | Olha Kharlan (UKR)                                   | Allemagne                                            | Ukraine                                              |
| 2011  | Mer Morte                                            | Matyas Szabo (GER)                                   | Dina Galiakbarova (RUS)                              | Allemagne                                            | Italie                                               |
| 2012  | Moscou                                               | Kim Sun-woo (KOR)                                    | Yana Egorian (RUS)                                   | Hongrie                                              | France                                               |
| 2013  | Poreč                                                | Kamil Ibragimov (RUS)                                | Alina Komachtchouk (UKR)                             | Allemagne                                            | États-Unis                                           |
| 2014  | Plovdiv                                              | Luca Curatoli (ITA)                                  | Anna Márton (HUN)                                    | Italie                                               | Russie                                               |
| 2015  | Tashkent                                             | Eli Dershwitz (USA)                                  | Caroline Quéroli (FRA)                               | Corée du Sud                                         | Italie                                               |
| 2016  | Bourges                                              | Charles Colleau (FRA)                                | Caroline Quéroli (FRA)                               | Russie                                               | Russie                                               |
| 2017  | Plovdiv                                              | Konstantin Lokhanov (RUS)                            | Natalia Botello (MEX)                                | Russie                                               | Russie                                               |
| 2018  | Vérone                                               | Konstantin Lokhanov (RUS)                            | Olga Nikitina (RUS)                                  | Italie                                               | Russie                                               |
| 2019  | Toruń                                                | Lorenzo Roma (ITA)                                   | Alina Mikhailova (RUS)                               | Italie                                               | Hongrie                                              |
| 2020  | Édition annulée en raison de la pandémie de Covid-19 | Édition annulée en raison de la pandémie de Covid-19 | Édition annulée en raison de la pandémie de Covid-19 | Édition annulée en raison de la pandémie de Covid-19 | Édition annulée en raison de la pandémie de Covid-19 |
| 2021  | Le Caire                                             | Kirill Tyulyukov (RUS)                               | Jeon Ha-young (KOR)                                  | Égypte                                               | Corée du Sud                                         |
| 2022  | Dubaï                                                | Colin Heathcock (GER)                                | Magda Skarbonkiewicz (USA)                           | Italie                                               | France                                               |
| 2023  | Plovdiv                                              | Colin Heathcock (USA)                                | Magda Skarbonkiewicz (USA)                           | États-Unis                                           | Hongrie                                              |
| 2024  | Riyad                                                | Vlad Covaliu (ROU)                                   | Pan Qimiao (CHN)                                     | États-Unis                                           | France                                               |
| 2025  | Wuxi                                                 | Cosimo Bertini (ITA)                                 | Aleksandra Mikhailova                                | États-Unis                                           | États-Unis                                           |